# Tourville-en-Auge
Tourville-en-Auge is een gemeente in het Franse departement Calvados (regio Normandië) en telt 233 inwoners (2008). De plaats maakt deel uit van het arrondissement Lisieux.

## Geografie
De oppervlakte van Tourville-en-Auge bedraagt 3,1 km², de bevolkingsdichtheid is 71,3 inwoners per km².
De onderstaande kaart toont de ligging van Tourville-en-Auge met de belangrijkste infrastructuur en aangrenzende gemeenten.

## Demografie
Onderstaande figuur toont het verloop van het inwonertal (bron: INSEE-tellingen).
Vanwege een beveiligingsprobleem met de MediaWiki Graph-software is het momenteel niet mogelijk deze grafiek weer te geven. Zodra de software is bijgewerkt zal de grafiek vanzelf weer zichtbaar worden.